# Rich Hill (Baseballspieler)
Richard Joseph „Rich“ Hill (* 11. März 1980), Spitzname auch „Dick Mountain“, ist ein professioneller US-amerikanischer Baseballspieler auf der Position des Pitchers. Er spielt für die Boston Red Sox in der Major League Baseball (MLB). Hill wurde dreimal in den Draft der Major League Baseball aufgenommen (1999, 2001 und 2002). 2002 unterschrieb er dann bei den Chicago Cubs. In der MLB spielte er auch für die Baltimore Orioles, Cleveland Indians, Los Angeles Angels, New York Yankees, Oakland Athletics, Los Angeles Dodgers, Minnesota Twins, Tampa Bay Rays und New York Mets.
Hill wurde sowohl in der American League als auch in der National League als „Pitcher of the Month“ ausgezeichnet. Er ist der einzige Pitcher in der Geschichte der Major League, dem ein Perfect Game durch einen Fielding Error im 9. Inning unterbrochen wurde, und der einzige Pitcher in der Geschichte der Major League, dem ein No-Hitter in einem Spiel mit Extra-Innings durch einen „Walk-off“-Homerun unterbrochen wurde.

## Jugend und Amateurzeit
Hill ist in Milton, Massachusetts, geboren und aufgewachsen und spielte als Erstsemester für die Baseballmannschaft der Milton High School. Er ist einer von nur vier Spielern, die dafür in der Geschichte der Einrichtung ausgewählt wurden. Er wurde von den Cincinnati Reds in der 36. Runde des MLB Draft 1999 gedraftet, entschied sich aber für College-Baseball bei den Michigan Wolverines.
Als Studienanfänger hatte er in 13 Spielen mit einem Durchschnitt von 9,23 Earned Runs (ERA) zu kämpfen, doch im zweiten Studienjahr wurde er zu einem festen Bestandteil der Pitcherrotation und erzielte in 15 Spielen eine Bilanz von 3–5 mit einem ERA von 3,84, darunter ein Shutout in einem Spiel, das er komplett alleine ohne Einsatz eines Relief-Pitchers bestritt (sog. „Complete Game“). In den Jahren 2000 und 2001 spielte er im Sommer College-Baseball für die Chatham A's in der Cape Cod Baseball League.
In der siebten Runde des MLB Draft 2001 wurde er von den Anaheim Angels erneut gedraftet, entschied sich aber für eine Rückkehr zu den Wolverines. In seiner Junior-Saison in Michigan im Jahr 2002 erzielte er in 15 Spielen eine Bilanz von 3–7 mit einem ERA von 3,55, darunter acht „Complete Games“ und zwei Shutouts, in denen er 104 Strikeouts und nur 38 Walks erzielte.
Hill ist von Natur aus Rechtshänder, wurde aber von seinem Bruder zum Linkshänder gemacht.

## Professionelle Karriere

### Chicago Cubs

#### 2002–2004
Hill wurde in der vierten Runde des MLB Draft 2002 von den Chicago Cubs ausgewählt und am 10. Juli 2002 unter Vertrag genommen. Ihm wurde einer der besten Curveballs im Draft nachgesagt, doch mechanische Probleme und Probleme mit der Kontrolle hielten ihn aus den ersten Runden heraus. Er begann seine Profikarriere bei den Boise Hawks in der Northwest League, wo er in sechs Spielen 0-2 mit einem ERA von 8,36 erzielte. Im Jahr 2003 war er in Boise bei 14 Starts 1-6 mit einem ERA von 4,35 und führte die Northwest League bei den Strikeouts mit 99 an. 2003 wurde er zu den Lansing Lugnuts in der Midwest League befördert, wo er in 15 Spielen (4 Starts) 0-1 mit einem ERA von 2,76 spielte.
Im Jahr 2004 wurde er zu den Daytona Cubs in der Florida State League versetzt. In 28 Spielen (19 Starts) erzielte er eine Bilanz von 7-6 mit einem ERA von 4,03 und 136 Strikeouts. Außerdem wurde er vom Sportmagazin Baseball America zum besten Curveball-Pitcher der Cubs-Organisation gewählt.

#### Saison 2005
Hill begann die Saison 2005 bei den West Tenn Diamond Jaxx in der Southern League. Dort absolvierte er 10 Starts, erzielte eine Bilanz von 4-3 und einen ERA von 3,28 und führte die Liga mit 90 Strikeouts an. Im Mai wurde er zu den Triple-A Iowa Cubs in der Pacific Coast League befördert. In 11 Spielen für Iowa erzielte er eine Bilanz von 6-1 mit einem ERA von 3,60 und 92 Strikeouts. Er wurde von der Minor-League-Baseball-Website Milb.com als „breakthrough performer of the year“ ausgezeichnet.
Hill gab sein Debüt in der Major League am 15. Juni 2005 gegen die Florida Marlins. Er spielte ein Inning Relief, gab zwei Runs bei drei Hits ab und hatte keinen Einfluss auf die Entscheidung. Er erzielte gegen Carlos Delgado erstes Strikeout in der Major League.
Seinen ersten Einsatz als „Starter“ hatte Hill am 25. Juli 2005, als er für den häufig verletzten Kerry Wood gegen die San Francisco Giants einsprang. Erneut gab er zwei Earned Runs ab, hielt aber fünf Innings durch. Er beendete die Saison mit einer 0-2-Bilanz in 10 Spielen (23 2⁄3 Innings) bei vier Starts. Sein ERA betrug 9,13, er warf 21 Strikeouts und 17 Walks.

#### Saison 2006

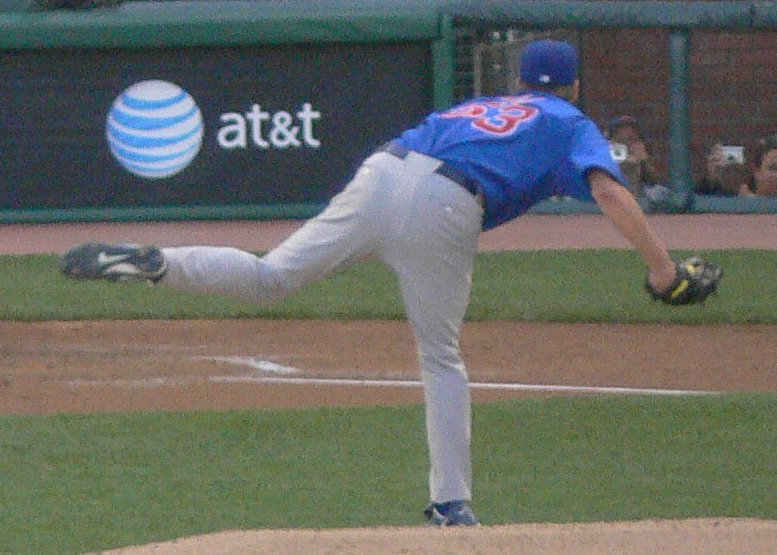
Hill als Werfer für die Chicago Cubs im Jahr 2006

Im Jahr 2006 begann er die Saison in Triple-A mit den Iowa Cubs, wurde aber am 4. Mai für einen Start gegen die Arizona Diamondbacks in die MLB berufen. Später im Monat machte er in Chicago beim stadtübergreifenden Klassiker gegen die Chicago White Sox auf sich aufmerksam. Am 20. Mai war er der Starter in dem Spiel gegen die White Sox, verlor aber mit 0–7. In diesem Spiel kollidierten A.J. Pierzynski und der Cubs-Catcher Michael Barrett bei einem heftigen Zusammenprall an der Home Plate. Hill wurde am nächsten Tag zu den Triple-A Iowa Cubs zurückgeschickt. Er absolvierte 15 Starts für Iowa und erzielte eine Bilanz von 7-1 mit einem ERA von 1,98 und 135 Strikeouts. Er wurde für das All-Star-Game der Pacific Coast League in der Mitte der Saison ausgewählt, wo er der Topstar war, und später wurde er zum Postseason-All-Star und zum „Baseball America Triple-A All-Star“ gewählt.
Hill kehrte am 27. Juli mit einem Start gegen die St. Louis Cardinals in die Major League zurück. Er hielt nur 3 1⁄3 Innings durch und musste vier Runs bei sechs Hits und drei Walks hinnehmen. Am 1. August holte er gegen die Arizona Diamondbacks seinen ersten Sieg in der Major League, und am 6. August gelang ihm sein zweiter Sieg und seine erste Siegesserie. Am 6. September warf Hill beim Sieg der Cubs über die Pittsburgh Pirates 11 Schläger aus und erreichte damit eine neue Bestmarke für das Team für Strikeouts durch einen Linkshänder. Sein erstes Complete Game und seinen ersten Shutout erzielte Hill am 16. September gegen die Cincinnati Reds, als er 10 Schläger auswarf und nur zwei Hits zuließ. Hills zwei Complete Games waren die einzigen des Cubs-Pitching-Teams in der Saison 2006. Er war damit einer der soliden Leistungsträger in der Rotation, nachdem er wieder einberufen worden war, mit einer Bilanz von 6-3 und einem ERA von 2,93.

#### Saison 2007
Hill wurde nach dem Spring Training in die „Starting Rotation“ der Cubs berufen und war hinter Carlos Zambrano, Ted Lilly und Jason Marquis die Nummer 4 in der Startaufstellung. Bei seinem ersten Start in der Saison 2007 gegen die Milwaukee Brewers warf er in den ersten fünf Innings ein perfektes Spiel und ließ am Ende nur einen Hit und einen Run über 7 Innings zu. Im April zeigte er weiterhin hervorragende Leistungen, was einige zu Spekulationen veranlasste, dass er die Rolle des Asses in der Rotation der Cubs übernehmen würde, während er eine Serie von 18 aufeinanderfolgenden Innings ohne einen Earned Run erreichte.
Der Cubs-Catcher Michael Barrett beschrieb Hills charakteristischen Wurf wie folgt:

„[Hill's] curveball is so electric that the first couple of times I caught him, I had a tendency to come up on the curve because it bites so much. You just don't see a left-handed curveball like that anymore. When he's good, it doesn't hang, and it's nearly unhittable.“

„[Hills] Curveball ist so effektiv, dass ich die ersten paar Male, als ich ihn gefangen habe, dazu neigte, über die Kurve zu ziehen, weil er so viel Biss hat. So einen Curveball für Linkshänder sieht man einfach nicht mehr. Wenn er gut ist, bleibt er nicht auf der Strecke, und er ist fast unschlagbar.“

Hill erlitt einen Rückschlag in Philadelphia, wo er seine zweite Saisonniederlage einstecken musste. Er gab fünf Runs ab und verließ das Spiel, bevor er im sechsten Inning ein Out erzielen konnte. Bei seinem nächsten Einsatz in New York City kam es zu einem ähnlichen Ergebnis, das ihm die dritte Niederlage einbrachte. Cubs-Manager Lou Piniella wies auf Kontrollprobleme hin. Die Probleme setzten sich bei seinem nächsten Start in San Diego fort, wo er mit 5–1 gegen die Padres seine dritte Niederlage in Folge einstecken musste und vier Homeruns zuließ. Piniella erweiterte seine Analyse von Hills Wurfverhalten: „Er war nicht mehr derselbe Pitcher wie im Spring Training. Er hat seine Ziele nicht getroffen. Bei einigen dieser Pitches, die aus dem Park geschlagen wurden [Anm.: zu einem Homerun führten], saß der Catcher an der Außenecke und die Bälle sind drinnen [Anm.: in der Strikezone], aber sie hätten auch draußen sein können. Er muss weiter daran arbeiten. Er wirft auch nicht mehr so hart, aus welchen Gründen auch immer.“
Hill erholte sich bei seinen nächsten drei Starts, absolvierte 21 Innings und ließ nur zwei Earned Runs zu. Am 7. Juni 2007 erreichte Hill mit elf Strikeouts gegen die Braves seinen Karrierehöchstwert. In dieser Saison erzielte er bei 32 Starts und 183 Strikeouts eine Bilanz von 11-8 mit einem ERA von 3,92.
Hill begann Spiel 3 der National League Division Series 2007 gegen die Arizona Diamondbacks als Starter, aber Chris Young schlug mit dem ersten Pitch des Spiels einen Homerun und er hielt nur drei Innings durch, ließ sechs Hits und drei Runs zu, während die Cubs die Serie ohne Sieg verloren.

#### Saison 2008
Nach anfänglichen Problemen mit der Beherrschung des Balls überarbeitete Hill im Spring Training 2008 seinen Wurf, behielt aber zu Beginn der Saison seinen Platz in der Startrotation. Zu Beginn der Saison tat er sich schwer, absolvierte fünf Starts und erzielte ein 1–0 mit einem ERA von 4,12, wobei er 15 Strikeouts erzielte, aber auch 18 Walks. Bei seinem letzten Start gegen die St. Louis Cardinals am 2. Mai warf er gegen vier der ersten sechs Batter einen Walk und wurde im ersten Inning aus dem Spiel genommen. Am 3. Mai wurde er in die Triple-A Iowa zurückbeordert, um seine Ballkontrolle wiederzuerlangen.
Hill hatte in den Minors weiterhin Kontrollprobleme und wurde am 17. Mai mit einem steifen Rücken außer Gefecht gesetzt. Für den Rest der Saison litt er unter verschiedenen Muskelzerrungen und absolvierte nur 13 Starts in den Minors für Iowa, Daytona und die Arizona League Cubs, wo er 4-7 mit einem ERA von 5,85 und 44 Walks erzielte. Nach der Saison spielte er für die Tigres de Aragua in der venezolanischen „Winter League“ und erzielte in neun Spielen (sechs Starts) eine Bilanz von 1–2 mit einem ERA von 6,86, wobei er 23 Walks und 16 Strikeouts erzielte.

### Baltimore Orioles

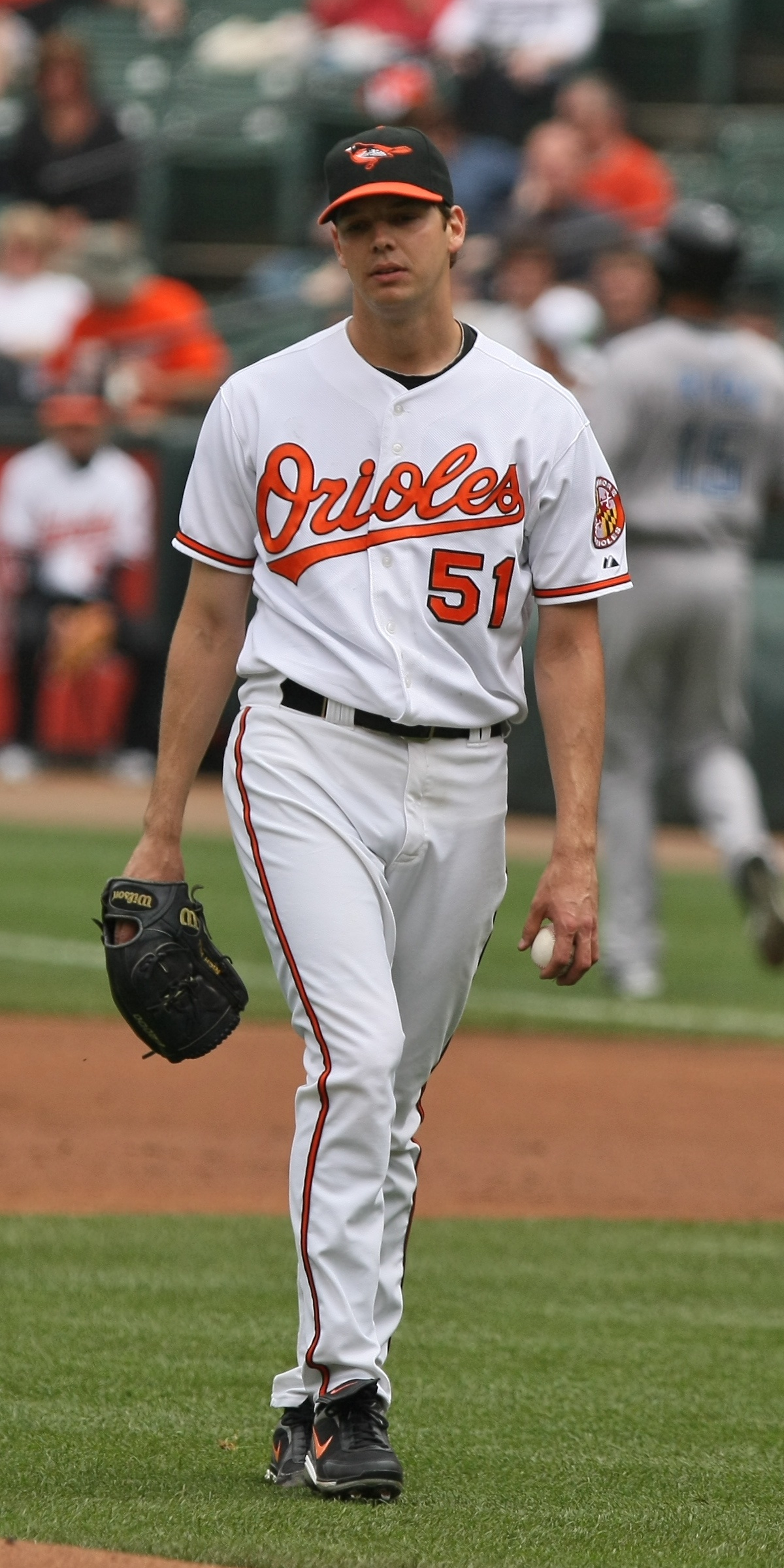
Hill im Trikot der Baltimore Orioles im Jahr 2009

Am 2. Februar 2009 wurde Hill an die Baltimore Orioles verkauft.
Hill zog sich im Spring Training eine Ellbogenverletzung zu und begann die Saison auf der Verletztenliste. Sein Debüt für die Orioles gab er erst am 16. Mai 2009, als er 5 2⁄3 Innings mit sechs Strikeouts absolvierte und einen Sieg errang. Er begann 13 Spiele für Baltimore mit einer Bilanz von 3-3, einem ERA von 7,80 und 46 Strikeouts in 57 2⁄3 Innings. Am 29. Juli wurde bekannt, dass Hill sich einen Riss des Labrum glenoidale in der linken Schulter zugezogen hatte, mit dem er seit Beginn der Saison geworfen hatte. Er wurde für den Rest der Saison auf die Verletztenliste gesetzt und unterzog sich am 8. August einer Labrum-Operation. Hill wurde am 30. Oktober von der 40-Mann-Liste gestrichen und am 3. November wählte er die Free Agency.

### St. Louis Cardinals
Am 26. Januar 2010 unterzeichnete Hill einen Minor-League-Vertrag mit den St. Louis Cardinals und erhielt eine Einladung zum Spring Training. General Manager John Mozeliak erklärte, Hill habe sich von seiner Operation erholt und man erwarte, dass er sich um den fünften Starterposten bewerben werde. Hill kämpfte im Spring Training, was für ihn frustrierend war, da er im Kampf um den fünften Starterplatz von Jaime García geschlagen wurde.
Hill wurde den Triple-A Memphis Redbirds zugewiesen, wo er in 23 Spielen (46 IP) eine 4-3-Bilanz mit einem ERA von 4,30 und 47 Strikeouts erzielte. Er kam nur zu vier Starts und wurde zum ersten Mal in seiner Karriere hauptsächlich im Bullpen eingesetzt. Im Juni desselben Jahres stieg er aus seinem Vertrag mit St. Louis aus.

### Boston Red Sox
Am 30. Juni 2010 unterzeichnete Hill einen Minor-League-Vertrag mit den Boston Red Sox. Er wurde den Triple-A Pawtucket Red Sox zugewiesen. Für sie bestritt er 19 Spiele, davon sechs als Starter, und erzielte eine Bilanz von 3–1 und einen ERA von 3,74. Hill wurde am 13. September in den Kader der Red Sox berufen und gab am folgenden Tag sein Debüt als Reliever gegen die Seattle Mariners, wobei er den einzigen Batter, dem er gegenüberstand, auswarf und den Sieg errang. Für den Rest der Saison kam er in sechs Spielen zum Einsatz, wobei er vier Innings aus dem Bullpen heraus spielte, drei Strikeouts erzielte, einen Walk und keine Runs zuließ. Am Ende der Saison wurde er zu den Minors zurückbeordert und wurde am 6. November ein Free Agent.
Die Red Sox verpflichteten Hill am 16. Dezember 2010 erneut mit einem Minor-League-Vertrag und einer Einladung zum Spring Training. Hill wurde während des Spring Trainings zu einem „Sidearm“-Pitcher umfunktioniert. Sidearm ist eine Bewegung, bei der der Ball in einer niedrigen, annähernd horizontalen Ebene geworfen wird und nicht in einer hohen, meist vertikalen Ebene (Overhand). Damit übertraf er andere Reliever, die versuchten, in den Kader zu kommen. Dennoch wurde er zu Beginn der Saison nach Pawtucket zurückbeordert. Er absolvierte 10 Spiele in den Minors, warf 16 Innings und hatte einen ERA von 1,12 und einen Save. Sein Vertrag wurde dann von den Red Sox gekauft, und er wurde am 5. Mai in die Major League berufen.
Am 29. Mai verletzte sich Hill am linken Wurfarm und unterzog sich am 9. Juni einer Tommy-John-Operation, um einen Riss des ulnaren Kollateralbandes zu reparieren. In neun Spielen mit den Red Sox im Jahr 2011, Hill warf acht Innings, erzielte 12 Strikeouts bei drei Walks und musste keine Earned Runs hinnehmen. Am 12. Dezember wurde Hill wieder Free Agent.

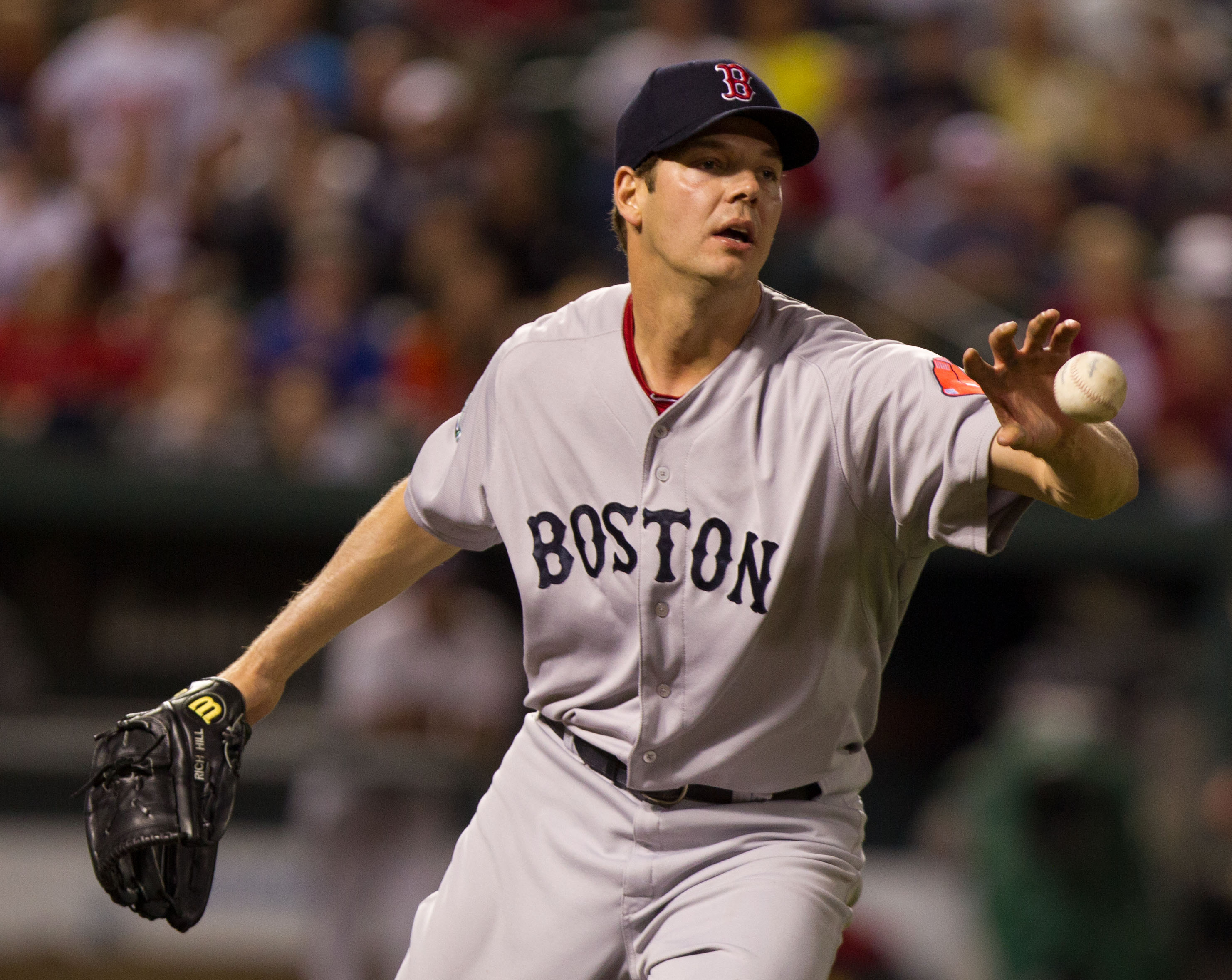
Rich Hill im Red Sox Trikot am 21. Mai 2012

Am 30. Dezember 2011 verpflichteten die Red Sox Hill erneut für einen Minor-League-Vertrag, der eine Einladung zum Spring Training beinhaltete. Seine Genesung verlief schneller als geplant, und am 7. April 2012 absolvierte er mit den Greenville Drive seinen ersten Reha-Einsatz in der Minor League. Er absolvierte 16 Reha-Einsätze in der Minor League auf fünf verschiedenen Minor-League-Stufen und erzielte einen ERA-Wert von 2,20 mit 27 Strikeouts und fünf Walks. Am 27. April kehrte er in den Kader der Red Sox zurück. Am 10. Juni traten erneut Schmerzen in seinem Ellbogen auf und er wurde wieder auf die Verletztenliste gesetzt. Bei ihm wurde eine Beugesehnenzerrung diagnostiziert, und er kehrte erst am 1. September in den Kader zurück. Er bestritt 2012 insgesamt 25 Spiele für die Red Sox, in denen er in 19 2⁄3 Innings einen ERA von 1,83 und 21 Strikeouts erzielte. Am 30. November wurde er erneut in die Free Agency entlassen.

### Cleveland Indians
Am 7. Februar 2013 unterzeichnete Hill einen Minor-League-Vertrag mit einer Einladung zum Spring Training der Cleveland Indians in der ersten Liga. Clevelands Manager Terry Francona, der Hill aus seiner Zeit als Manager bei den Red Sox kannte, war von seinen Fähigkeiten und seinem Comeback nach der Verletzung beeindruckt. Am 11. März kauften die Indians seinen Vertrag und setzten ihn auf ihren 40-Man-Roster. Den Eröffnungstag der Saison bestritt Hill als Relief Pitcher.
In der MLB-Saison 2013 bestritt er 63 Spiele, in denen er 38 2⁄3 Innings absolvierte, und er erzielte ein Ergebnis von 1-2 mit einem ERA von 6,28. Außerdem warf er 51 Batter aus und hatte 29 Walks. Am Ende der Saison wurde er wieder Free Agent.

### Boston Red Sox (Zweites Engagement)
Hill unterzeichnete am 9. Februar 2014 einen Minor-League-Vertrag und kehrte zu den Red Sox zurück. Der Vertrag beinhaltete eine Einladung zum Spring Training. Hill meldete sich nach einem familiären Notfall verspätet im Camp, wodurch er hinter die anderen Reliever im Camp zurückfiel. Er schaffte es nicht in den Kader für den Eröffnungstag der neuen Saison und wurde stattdessen nach Pawtucket versetzt, wo er in 25 Spielen einen ERA von 3,23 erzielte.

### Los Angeles Angels
Hill wurde am 1. Juli 2014 gegen Bargeld an die Los Angeles Angels of Anaheim abgegeben. Er bestritt nur zwei Spiele für die Angels, beide im Rahmen eines Doubleheaders, der an diesem Tag stattfand. Im ersten Spiel ließ er ein Single und zwei Walks zu, im zweiten Spiel einen Walk und er warf einen Wild Pitch. Ein paar Tage später wurde er für den wieder zur Abgabe bestimmt, ohne ein weiteres Spiel bestritten zu haben, und dann am 11. Juli entlassen.

### New York Yankees
Am 17. Juli 2014 unterzeichnete Hill einen Minor-League-Vertrag mit den New York Yankees und wurde den Triple A Scranton/Wilkes-Barre RailRiders zugewiesen. Bei den RailRiders kam er in vier Spielen zum Einsatz und ließ keinen Run zu. Die Yankees beförderten ihn am 5. August in die Major League, wo er jedoch am 29. August zur Abgabe freigegeben wurde, aber am 2. September erneut in den Kader aufgenommen wurde. Insgesamt kam er in 14 Spielen zum Einsatz, in denen er 5 1⁄3 Innings absolvierte und einen ERA von 1,69 erzielte.

### Washington Nationals
Am 27. Februar 2015 unterzeichnete Hill einen Minor-League-Vertrag mit den Washington Nationals, der eine Einladung zum Spring Training beinhaltete. Obwohl er erst spät unterschrieben wurde, nachdem das Trainingslager bereits begonnen hatte, sagte Manager Matt Williams, das Team beabsichtigte, ihn um einen Platz im Bullpen kämpfen zu lassen. Trotz guter Leistungen in den Testspielen schaffte es Hill nicht in den Kader für den ersten Spieltag und wurde am 4. April zu den Triple-A Syracuse Chiefs zurückbeordert. Er brachte seine Enttäuschung über diese Entscheidung zum Ausdruck. Für die Chiefs bestritt er 25 Spiele, in denen er 21 2⁄3 Innings absolvierte und eine Bilanz von 2-2 und einen ERA von 2,91 erzielte. Am 24. Juni wurde er von den Nationals entlassen, nachdem er von der Opt-out-Klausel in seinem Vertrag Gebrauch gemacht hatte.

### Long Island Ducks
Hill war entschlossen, vom Bullpen in die Starting Rotation zurückzukehren. Nachdem er keine anderen Angebote erhalten hatte, unterschrieb Hill am 28. Juli 2015 bei den Long Island Ducks der Atlantic League of Professional Baseball als Starting Pitcher. Er absolvierte zwei Starts bei den Ducks. Am 9. August warf er in sechs Innings gegen die Camden Riversharks 14 Schlagmänner aus und stellte damit den Franchise-Rekord ein. In diesen beiden Anläufen warf er 11 Innings für die Ducks, wobei er 21 Strikeouts, nur drei Walks, zwei Hits und keine Runs zuließ.

### Boston Red Sox (Drittes Engagement)
Hill unterzeichnete am 14. August 2015 einen Minor-League-Vertrag mit den Red Sox. Er absolvierte fünf Starts für Pawtucket und erzielte ein 3-2 mit einem ERA von 2,78. Hill wurde am 8. September von Pawtucket in die MLB geholt und machte am 13. September seinen ersten Start in der Major League seit 2009, wobei er in sieben Innings einen Hit zuließ, 10 Schlagmänner auswarf und einen Walk zuließ. Am 25. September warf Hill bei seinem dritten Start in Folge ein Complete Game mit nur zwei Hits („Two-Hitter“) und warf dabei 10 Batter aus. In vier Starts für die Red Sox erzielte er eine Bilanz von 2-1 mit einem ERA von 1,55 und 36 Strikeouts.

### Oakland Athletics
Am 17. November 2015 einigte sich Hill mit den Oakland Athletics auf einen Einjahresvertrag über 6 Millionen Dollar. Nach dem Frühjahrstraining wurde Hill zum fünften Starter ernannt, stand aber schließlich am Eröffnungstag in der Startaufstellung, nachdem der geplante Starter Sonny Gray mit einer Lebensmittelvergiftung ins Krankenhaus eingeliefert wurde. Bei den Athletics erzielte Hill einen ERA-Wert von 2,25 und eine Bilanz von 9-3 bei 14 Starts. Hill wurde zum Pitcher des Monats Mai 2016 in der American League gewählt, nachdem er in sechs Starts eine Bilanz von 5-1 mit einem ERA von 2,13 und 37 Strikeouts erzielt hatte.

### Los Angeles Dodgers
Am 1. August 2016 tauschten die Athletics Hill und Josh Reddick an die Los Angeles Dodgers für Grant Holmes, Jharel Cotton und Frankie Montas. Sein Debüt für die Dodgers gab er am 24. August, als er in einem 1–0-Spiel gegen die San Francisco Giants sechs punktelose Innings ablieferte und den Sieg errang. Am 10. September gegen die Miami Marlins spielte Hill sieben perfekte Innings, bevor er durch einen Relief Pitcher ersetzt wurde. Es war das erste Mal in der Geschichte der Major League, dass ein Manager einen Pitcher so spät im Spiel abzog, als ein perfektes Spiel in Reichweite war. In sechs Einsätzen für die Dodgers erzielte er eine Bilanz von 3-2 mit einem ERA von 1,83.
Hill begann das zweite Spiel der National League Division Series 2016 gegen die Washington Nationals und spielte drei Innings lang gut, bevor er Jose Lobaton im vierten Inning einen Drei-Run-Home-Run erlaubte, der zu einer 2–5-Niederlage führte. Im entscheidenden fünften Spiel, das die Dodgers schließlich mit 4–3 gewannen, kehrte er mit kurzer Pause zurück und warf 2 2⁄3 Innings. In Spiel drei der National League Championship Series 2016 ließ Hill beim Sieg der Dodgers über die Chicago Cubs nur zwei Hits in sechs Innings zu. Die Cubs kamen jedoch zurück und schlugen die Dodgers in sechs Spielen, um die Serie zu gewinnen.
Am 5. Dezember 2016 verpflichteten die Dodgers Hill erneut mit einem Dreijahresvertrag über 48 Millionen Dollar. Hill hatte sich eine Blase am linken Mittelfinger zugezogen, ein Problem, das ihn schon in der vergangenen Saison geplagt hatte.

#### 2017
Bei seinem ersten Saisonstart gegen die San Diego Padres am 5. April 2017 absolvierte Hill fünf Innings, verließ das Spiel aber mit einer anhaltenden Blase am Finger. Zwei Tage später, am 7. April, wurde Hill auf die 10-Tage-Verletztenliste gesetzt. Am 17. April wurde Hill erneut auf diese Liste gesetzt, weil die gleiche Blase am Finger nach wie vor bestand. Er kehrte in die Rotation zurück und wurde im Juli mit einer Bilanz von 4–0, einem ERA von 1,45 und 40 Strikeouts gegen nur 5 Walks in 5 Starts zum „Pitcher des Monats“ der National League gewählt.
Am 23. August 2017 spielte Hill gegen die Pittsburgh Pirates ein perfektes Spiel über acht Innings, bis ihm im neunten Inning ein Fielding Error von Logan Forsythe unterlief. Er blieb für das zehnte Inning im Spiel, aber sein No-Hitter wurde durch einen Walk-Off-Homerun von Josh Harrison beendet, der der erste Walk-Off-Homerun in einem Extra-Innings war, der einen No-Hitter beendete (und der zweite Walk-Off-Hit nach Harvey Haddix im Jahr 1959). Dies war das erste perfekte Spiel in der Geschichte der MLB, das durch einen Fehler im neunten Inning unterbrochen wurde, und Hill war der erste Pitcher seit Lefty Leifield von den Pittsburgh Pirates im Jahr 1906, der eine Entscheidung verlor, obwohl er mindestens neun Innings mit einem oder weniger Hits und ohne Walks gespielt hatte. In der Saison 2017 erzielte er in 25 Starts eine Bilanz von 12-8 mit einem ERA von 3,32. Hill bestritt ein Spiel in den NLDS 2017 und ließ in vier Innings zwei Runs zu. Bei einem Start in der NLCS 2017 beschränkte er die Cubs in fünf Innings auf einen Run bei drei Hits und warf acht Strikeouts. Bei zwei Starts in der World Series 2017 ließ er in 8 2⁄3 Innings insgesamt zwei Runs bei sieben Hits und 12 Strikeouts zu.

#### 2018
In den ersten beiden Monaten der Saison 2018 landete Hill wegen wiederkehrender Blasenprobleme in seiner Pitching-Hand zweimal auf der Verletztenliste. In 25 Auftritten (24 Starts) erzielte er eine Bilanz von 11–5 mit einem ERA von 3,66.
Hill begann in Spiel 4 der World Series 2018 für die Dodgers und spielte 6 Innings lang gegen die Boston Red Sox, wobei er nur einen Hit zuließ und 91 Pitches warf. Dann wurde er von Manager Dave Roberts umstritten aus dem Spiel genommen, nachdem er Eduardo Nunez ausgeworfen hatte. Die Red Sox erzielten 9 Runs, nachdem Hill das Spiel verlassen hatte, und die Dodgers verloren schließlich mit 9–6 und verloren die World Series mit 4–1.

#### 2019
Nachdem er die Saison in der Rotation der Dodgers begonnen hatte, erlitt Hill in einem Spiel am 19. Juni eine Zerrung des linken Unterarms und wurde auf die Verletztenliste gesetzt. Im September kehrte er ins Team zurück und beendete die Saison mit 4–1 und einem ERA von 2,45 in 13 Spielen. Für die Überwindung seiner Armprobleme wurde er mit dem Tony Conigliaro Award ausgezeichnet.

### Minnesota Twins
Am 31. Dezember 2019 unterzeichnete Hill einen Einjahresvertrag mit den Minnesota Twins.
Am 29. Juli 2020 gab Hill sein Debüt für die Twins und bestritt in der Saison 8 Spiele, wobei er eine Bilanz von 2-2 mit 3,03 ERA und 31 Strikeouts in 38 2⁄3 Innings erzielte.

### Tampa Bay Rays
Am 17. Februar 2021 unterzeichnete Hill einen Einjahresvertrag über 2,5 Millionen Dollar mit den Tampa Bay Rays. Hill wurde zum American League Pitcher of the Month für den Monat Mai gewählt. In 19 Starts für die Rays verzeichnete Hill eine Bilanz von 6-4 und einen ERA von 3,87 mit 91 Strikeouts in 95 1⁄3 Innings.

### New York Mets
Am 23. Juli 2021 wurde Hill im Tausch gegen Tommy Hunter und den Minor-League-Catcher Matt Dyer an die New York Mets verkauft.

### Boston Red Sox (Viertes Engagement)
Am 1. Dezember 2021 unterzeichnete Hill einen Einjahresvertrag, um zu den Red Sox zurückzukehren. Er eröffnete die Saison als Teil von Bostons Rotation. Ende April verbrachte Hill nach dem Tod seines Vaters mehrere Tage auf der bereavement list (einer Liste von Spielern, die aufgrund von Trauerfällen freigestellt sind). Vom 6. bis 14. Mai stand er auf der COVID-bedingten Verletztenliste. Am 2. Juli wurde Hill nach einem Start im Wrigley Field wegen einer Zerrung des linken Knies auf die Verletztenliste gesetzt. Am 1. August kehrte er ins Team zurück. In 26 Starts mit Boston im Jahr 2022 erzielte Hill eine Bilanz von 8-7 mit einem ERA von 4,27 und warf in 124+1⁄3 Innings 109 Schläger aus. Anfang November 2022 entschied sich Hill, ein Free Agent zu werden.

### Pittsburgh Pirates
Am 5. Januar 2023 unterzeichnete Hill einen Einjahresvertrag über 8 Millionen Dollar mit den Pittsburgh Pirates.

### San Diego Padres
Am 1. August 2023 wurden Hill und Ji-man Choi im Tausch gegen Alfonso Rivas, Estuar Suero und Jackson Wolf zu den San Diego Padres gehandelt. Am 12. September wurde Hill von den Padres auf die Waiverliste gesetzt. Nach der Saison wurde er ein Free Agent.

### Worcester Red Sox
Im August 2024 unterschrieb Hill einen Minor-League-Vertrag mit den Boston Red Sox für das Triple-A-Team der Worcester Red Sox.

## Spitznamen
Während des ersten MLB Players Weekend im Jahr 2017 trug Rich Hill zu Ehren seines Sohnes den Namen „BRICE“ auf seinem Trikot. Während des MLB Players Weekend 2018 trug Hill den Namen „D. Mountain“ auf seinem Trikot. Der Name entstand, als Hill im Jahr 2015 für die Boston Red Sox spielte. Teamkollege Brock Holt fand es witzig, ihn „Dick“ für „Richard“ und „Mountain“ für „Hill“ zu nennen und schuf so den Spitznamen „Dick Mountain“.

## Persönliches Leben
Hill heiratete Caitlin McClellan, eine Krankenschwester, am 11. November 2007. Das Paar hatte zwei Söhne, Brice und Brooks. Brooks starb am 24. Februar 2014 im Alter von zwei Monaten an Lissenzephalie und kongenitalem nephrotischem Syndrom, worüber sich Hill später 2019 auch öffentlich in einem selbstverfassten Artikel äußerte.
Hill wurde am 21. Dezember 2019 bei einem Spiel der New England Patriots im Gillette Stadium wegen ordnungswidrigen Verhaltens und Widerstandes gegen die Festnahme verhaftet, nachdem er angeblich versucht hatte, die Polizei daran zu hindern, seine Frau festzunehmen. Das Paar hatte Berichten zufolge mehrfach versucht, das Stadion mit einer übergroßen Tasche zu betreten, was gegen die strengen Regeln der NFL für solche Angelegenheiten verstieß. Alle strafrechtlichen Anklagen wurden später fallen gelassen; das Paar zahlte insgesamt 1.000 Dollar an zivilrechtlichen Bußgeldern.